# Dmitrij Aleksandrovič Trofimov
Dmitrij Aleksandrovič Trofimov (in russo Дмитрий Александрович Трофимов?; Mosca, 1972) è un pittore e restauratore russo, pittore di icone.
Ha partecipato alla ricostruzione della pittura murale della Cattedrale di Cristo Salvatore a Mosca (1997-1999), al restauro della pittura murale della Cattedrale di San Nicola a Jakutsk (2000), della Chiesa dell'Intercessione della Theotókos in Izmajlovo (2001). Il direttore dei lavori di pittura (e di restauro) nella Chiesa in onore della Natività della Santissima Madre di Dio (2007-2009), nella Chiesa della Madre di Dio orante sul campo di Šeremetev (2008—2012), nella Chiesa di San Sergio sul Campo di Kulikovo (2009-2010), ecc.
Dal 2023, è membro corrispondente dell'Accademia Russa delle Arti.
Fondatore e direttore dell'atelier Tsargrad (in russo Царьгра́д?). Fondatore e produttore generale del festival d'arte sacra contemporanea «Vedere e udire».

## Biografia
Nato nel 1972 a Mosca. Il figlio del pittore Aleksandr Sergeevič Trofimov. Dal 1984 al 1990 ha studiato alla Scuola d'arte dell'Istituto Surikov. È stato uno studente dell'Istituto Surikov nel periodo 1990-1997. Ha svolto uno stage durante il periodo di studio (1994) il Centro di Restauro I. Ė. Grabar. Dal 2001 studia nel laboratorio di pittura monumentale dell'Accademia russa di belle arti, sotto la guida dell'accademico E.N. Maksimov.
Dal 1997 è membro dell'Unione degli artisti di Mosca; membro dell'Unione degli artisti della Russia (2000).
È sposato. La coppia ha due figli.

## Carriera artistica

### Pittura cristiana

#### Cattedrale di Cristo Salvatore
Come membro della squadra di pittori nota come "Nadežda" (“in russo Наде́жда?”; V.A. Bakšajev, A.V. Egorov, N.V. Nužnyj, D.A. Trofimov) partecipò alla ricostruzione della pittura murale della Cattedrale di Cristo Salvatore a Mosca (1997-1999). Questo gruppo artistico presentò due composizioni pittoriche, eseguite in scala 1:5 (“Trasfigurazione del Signore”, “Ascensione del Signore”), alla mostra organizzata dall’Accademia Russa delle Arti nel settembre 1997. All'inaugurazione dell'esposizione, il Patriarca di Mosca e tutta la Russia valutò le opere dei quattro pittori come aventi “il vero spirito della pittura accademica, che… dovrebbe permeare la santuario ricreato”.
Dall'autunno del 1997 fino alla primavera del 1999, i pittori si davano al disegno delle composizioni complesse, ciascuna con molte immagini. Il risultato del loro lavoro fu la creazione di due grandi composizioni, La Trasfigurazione di Gesù e L'Ascensione di Gesù (sono basate sulle opere originali dell'accademico E.S. Sorokin del sec. XIX). Entrambe le composizioni occupano i piloni orientali della cattedrale.
Nello stesso periodo partecipò alla ricostruzione delle icone dell'iconostasi principale della cattedrale (come membro dell'associazione di pittori "Arch-Chram", sotto la direzione di  maestro A.N. Obolenskij).